# ایریلون
ایریلون (به انگلیسی: Irilone) با فرمول شیمیایی C۱۶H۱۰O۶ یک ترکیب شیمیایی با شناسه پاب‌کم ۵۲۸۱۷۷۹ است. که جرم مولی آن ۲۹۸٫۲۴ g/mol می‌باشد. 